# Гордон Шильденфельд
Гордон Шильденфельд (хорв. Gordon Schildenfeld, нар. 18 березня 1985, Шибеник, Хорватія) — хорватський футболіст, захисник клубу «Динамо» (Загреб) та збірної Хорватії.

## Клубна кар'єра
У дорослому футболі дебютував 2002 року виступами за команду клубу «Шибеник» з рідного міста, в якій провів п'ять сезонів, взявши участь у 94 матчах чемпіонату.
Протягом 2007–2008 років захищав кольори загребського «Динамо». 2008 року уклав контракт з турецьким «Бешикташем», однак закріпитися в основі стамбульської команди не зміг і того ж року був відправлений в оренду до німецького клубу «Дуйсбург». В сезоні 2009-10 також на умовах оренди захищав кольори австрійської команди «Штурм» (Грац), а 2010 року уклав з клубом з Граца повноцінний контракт.
2011 року приєднався до складу клубу німецької Бундесліги «Айнтрахт».
Влітку 2012 року приєднався до московського «Динамо». 28 липня 2012 року Шильденфельд дебютував за нову команду, вийшовши на заміну замість Лео Фернандеса у другому таймі матчу проти «Зеніту». У цьому поєдинку мав можливість відзначитися, але його удар в останній момент відбив головою воротар пітерців В'ячеслав Малафєєв. Проте закріпитись у складі «динамівців» не зумів, зігравши за півроку в складі біло-блакитних лише у шести матчах чемпіонату Росії і чотирьох — Ліги Європи.
9 січня 2013 року був відданий на півроку в оренду грецькому клубу ПАОК з можливим правом подальшого викупу. Після завершення оренди залишився у Греції, де два наступних сезона, також на правах оренди, провів за «Панатінаїкос».
Влітку 2015 року на правах вільного агента повернувся на батьківщину, знову ставши гравцем «Динамо» (Загреб).

## Виступи за збірні
2006 року залучався до складу молодіжної збірної Хорватії. На молодіжному рівні зіграв в одному офіційному матчі.
14 листопада 2009 року дебютував в офіційних іграх у складі національної збірної Хорватії, вийшовши на 59-й хвилині замість Дарійо Срни у матчі проти збірної Ліхтенштейну (5:0). У жовтні 2010 року знову отримав виклик у збірну Хорватії, зігравши 9 жовтня 2010 свій перший офіційний матч проти збірної Ізраїлю. Увійшов в заявку на чемпіонат Європи 2012 і чемпіонат світу 2014. 28 березня 2015 року у матчі проти збірної Норвегії (5:1) забив свій перший гол за збірну після подачі кутового. 
Наразі провів у формі головної команди країни 23 матчів і забив 1 гол.

## Досягнення
- Чемпіон Хорватії: 2006/07, 2007/08, 2015/16
- Володар Кубку Хорватії: 2007/08, 2015/16, 2016/17
- Чемпіон Австрії: 2010/11
- Володар Кубку Австрії: 2009/10
- Володар Кубку Греції: 2013/14